# كيسي روبرتسون
كيسي روبرتسون (بالإنجليزية: Casey Robertson)‏ هي لاعبة اتحاد الرغبي وفلاحة نيوزيلندية، ولدت في 24 فبراير 1981 في Wyndham, New Zealand ‏ في نيوزيلندا.